# Parlement d'Angleterre

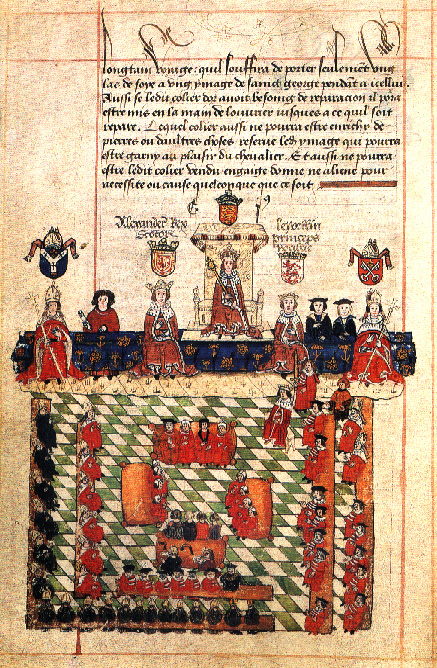
Réunion du Parlement en présence du roi, début du XIVe siècle. L’image date peut-être du milieu des années 1320, le roi étant alors le jeune Édouard III ; elle pourrait aussi dater des dernières années du XIIIe siècle, le roi étant alors Édouard Ier.

Le Parlement d'Angleterre (en anglais : Parliament of England) était le Parlement du royaume d'Angleterre. Créé au XIIIe siècle, il a de plus en plus limité le pouvoir de la monarchie : de tribunal suprême (fonction qu'il conserve), il est devenu en outre le principal organe de conseil du roi, puis l'arbitre des crises politiques et le censeur éventuel des ministres et du souverain, mais ce n'est pas encore un rôle législatif, rôle qui sera obtenu progressivement au fil des rébellions et contestations. Ce rôle de contrôle et de modérateur de la monarchie sera à l'origine de la démocratie à l'anglaise qui se met en place plusieurs siècles après.
Par l’acte d'Union de l'Écosse à l'Angleterre en 1707, il forme la base du Parlement de Grande-Bretagne qui deviendra, en 1801, le Parlement du Royaume-Uni.

## Histoire

### Création
La Grande Charte (Magna Carta) de 1215, après la révolte des nobles contre Jean sans Terre, créait un Grand Conseil, à côté du Conseil privé qui est l'entourage traditionnel du roi. Ce Grand Conseil réunit les grands barons, ainsi que les représentants des bourgeois de Londres. Mais le roi peut réunir aussi, quand et comme il veut, des bourgeois expérimentés en matière économique, ou des marchands étrangers, des Juifs ou encore des chevaliers élus (4 par comté), sur les sujets de son choix. Le Grand Conseil n'est donc qu'un organe parmi d'autres pour aider au gouvernement, mais il est le seul habilité à consentir l'impôt.
Dans la décennie 1240, on commence à voir apparaître le mot Parlement pour désigner le Grand Conseil.
La crise de 1258–1265 voit éclater une nouvelle révolte des barons, car Henri III tente de revenir sur la Grande Charte et souhaite restaurer toutes les prérogatives de ses prédécesseurs. En 1267, le parlement dit de Marlborough rétablit le pouvoir royal qui avait à nouveau reculé lors des Provisions d'Oxford, mais il maintient la Grande Charte. Ce parlement a ainsi servi d’arbitre entre le roi et les barons, ce qui a renforcé sa légitimité et ses droits. Les représentants des villes jouent un rôle de plus en plus important au sein du Parlement.

### Essor sous ÉdouardIer
Édouard Ier, roi de 1272 à 1307, mène de nombreuses guerres (en Écosse, au Pays de Galles) : il prend l'habitude de convoquer et de consulter très souvent le Parlement qui consent l'impôt. Le Parlement avait jusque-là une fonction avant tout judiciaire (comme en France), mais par ces convocations fréquentes, il prend de plus en plus un rôle politique de conseil. Les chevaliers élus des comtés, les grands barons, les bourgeois ainsi réunis pour participer au jugement des procès en cours, présentaient également des pétitions sur les questions qui les intéressaient, et le roi en profitait pour leur demander de définir l'assiette et le mode de recouvrement des taxes.
Il s'agit donc d'un fonctionnement par coutume, sans texte législatif de création officielle et d'organisation. Le Parlement devient un rouage régulier essentiel du pouvoir royal. En 1283 sont fixées des règles de convocation, quarante jours avant la réunion. En 1295 se réunit le Parlement dit « modèle », c'est-à-dire avec des lords spirituels (prélats) et des lords temporels (barons), des chevaliers et des hommes du bas clergé élus, des représentants des villes.

### Organisation définitive auXIVesiècle
En 1327, Édouard II, renversé par sa femme Isabelle de France, est déféré devant le Parlement pour être officiellement destitué au profit de son fils. Le Parlement n'ose pas prononcer la déchéance mais fait pression sur le souverain qui cède et abdique en faveur du jeune Édouard. C'est un précédent qui renforce le rôle politique du Parlement.
Dès le début du règne d’Édouard III (1327–1377), le Parlement se scinde en deux chambres distinctes, la Chambre des lords et la Chambre des Communes, cette dernière composée de chevaliers et de bourgeois élus ; le bas clergé disparaît au cours du XIVe siècle.
Au milieu du XIVe siècle est adoptée la langue anglaise pour les délibérations alors que jusque-là on utilisait le français (origine française des Plantagenêts), mais sans comptes rendus écrits.
Le Parlement garde des attributions judiciaires (bills d’impeachment et d’attainder, c'est-à-dire le droit de convoquer et de juger en dernier ressort les pairs du royaume). Mais surtout, il joue un rôle politique grandissant de conseil et de pétition : le roi ne suit pas toujours les avis du Parlement, mais l'appui de celui-ci lui donne une autorité supplémentaire. Un exemple de différend en 1343, l'affaire de la laine : Édouard III applique un embargo sur les exportations de laine anglaise pour asphyxier l'industrie drapante continentale afin de provoquer des troubles sociaux gênant la France ; or, cette mesure gêne aussi énormément l'économie anglaise, d'où l'opposition parlementaire.
En 1376 apparaît le Speaker, porte-parole des Communes.
Bien qu'ils restent subordonnés à la fois à la Couronne et aux Lords, les parlementaires de la Chambre des communes se mettent à agir avec de plus en plus d'insubordination. Au cours de la session parlementaire du 28 avril au 10 juillet 1376 (appelée Good Parliament, en français « Bon Parlement »), le président de la Chambre des communes, Sir Peter de la Mare, se plaint de taxes trop lourdes, exige une plus grande lisibilité des dépenses royales et remet en cause la gestion des dépenses militaires du roi. Les parlementaires de la Chambre des communes œuvrent dans l'objectif de destituer certains des ministres proposés par le Roi (procédure d'impeachment). Ce président un peu trop audacieux fut emprisonné ; il fut toutefois relâché à la mort d'Édouard III. Au cours du règne du monarque suivant, Richard II, les parlementaires de la Chambre des communes recommencent à essayer de destituer certains ministres. Ils insistent pour ne plus contrôler seulement les taux d'imposition mais aussi les dépenses publiques. Bien qu'elle gagne progressivement en pouvoir et en autorité, la Chambre des communes reste moins puissante que la Chambre des lords ou que la Couronne.
En 1399, le Parlement destitue le dernier Plantagenêt, Richard II, et le remplace par son cousin Henri Bolingbroke qui règne sous le nom d'Henri IV. Le Parlement va donc plus loin qu'en 1327 et franchit ainsi le pas de la destitution royale. Désormais, le souverain ne peut plus aller à l'encontre du Parlement. Fin XIVe-début XVe siècle, le pouvoir prépondérant en Angleterre n'est plus la royauté, mais le Parlement. Cependant, les féodaux gardent de grands pouvoirs locaux.
En 1430, le système électoral est établi : la franchise (condition à remplir pour bénéficier du droit de vote) est fixée pour les habitants des comtés à la possession en franc-tenure d’un bien foncier rapportant au moins 40 shillings de revenu par an. Les modalités concernant les bourgs sont précisées dans leur charte de privilèges et varient de l’un à l’autre.

### Époque moderne
De plus, la Couronne acquiert un pouvoir supplémentaire après les guerres civiles de la fin du XVe siècle qui mettent fin au pouvoir des grands nobles. Les deux Chambres du parlement conservent peu de pouvoir au cours des années qui suivent et le pouvoir absolu du Souverain est restauré. Il ne cesse d'augmenter sous la dynastie des Tudors au cours du XVIe siècle. Pour s’assurer le contrôle du Parlement, la Couronne multiplie la création de nouveaux sièges aux Communes, dont le nombre passe de 308 en 1558 à 372 lors de la session de 1601 (222 au début du XVIe siècle). Les villes ainsi honorées ont tendance à élire des candidats favorables au gouvernement. Toutefois, cette tendance connaît une inflexion lorsque la dynastie des Stuarts arrive sur le trône dès 1603. Les deux premiers rois Stuarts, Jacques Ier et Charles Ier, doivent affronter la Chambre des communes sur des thèmes tels que les taxes, la religion ou les pouvoirs royaux.
Les affrontements avec Charles Ier sont tels qu'ils finirent en guerre civile : la Première révolution anglaise (English Civil War). En 1649, le roi est décapité, la monarchie et la Chambre des lords abolies. Bien que le pouvoir de la Chambre des communes soit en théorie devenue suprême, la nation est en fait sous le contrôle d'une junte militaire sous le joug d'Oliver Cromwell qui finit par abolir le Parlement en 1653. La monarchie et la Chambre des lords sont restaurées en même temps que la Chambre des communes en 1660, peu après la mort de Cromwell. Le pouvoir de la Couronne est largement diminué et le sera encore davantage lorsque Jacques II fut renversé au cours de la Glorieuse Révolution (également appelée Seconde Révolution anglaise) de 1688-1689.